# Borowik Collection
Borowik Collection – publiczna kolekcja sztuki współczesnej ze szczególnym uwzględnieniem prac polskich artystów.

## Kolekcja
Kolekcja została założona w 2005 przez absolwenta Wydziału Zarządzania UW Michała Borowika. Jak utrzymuje założyciel, gromadzenie zbiorów rozpoczął od znalezienia obrazu Edwarda Dwurnika Pod Ratuszem w Zamościu z 1974 roku. Od 2013 roku pisze felietony o sztuce najnowszej do miesięcznika Sukces (Presspublica). 
W kwietniu 2014 roku kolekcja liczyła ponad 260 prac: obrazów, zdjęć, grafik, obiektów, audio i wideo, przede wszystkim artystów młodego pokolenia, m.in. Izy Tarasewicz, Magdy Starskiej, Mariusza Tarkawiana, Witka Orskiego, Gregora Różańskiego, Marcina Kowalika, Michała Gayera, Matusza Sadowskiego, Janka Zamoyskiego, Weroniki Ławniczak.

## Wystawy
- 10 maja – 2 czerwca 2013 – „Sen O” w BWA Galeria Zamojska - pierwsza odsłona Borowik Collection w Zamościu. Zaprezentowane zostały prace artystów, m.in. Michała Gayera, Aleksandry Hirszfeld, Weroniki Ławniczak, Zofii Nierodzińskiej, Gregora Różańskiego, Mateusza Sadowskiego, Michała Smandka i Michała Szuszkiewicza. Wyboru prac dokonał kurator Michał Flop[7].

## Nagrody i osiągnięcia
W amerykańskim czasopiśmie Modern Painters wydanym w 2011, Borowik Collection znalazła się wśród pięćdziesięciu najciekawszych młodych kolekcji sztuki współczesnej na świecie.
Wymieniana w trzech edycjach międzynarodowego przewodnika BMW Art Guide, wydanym przez niemiecki Hatje Cantz oraz społeczność internetową Independent Collectors.